# Qabalan
Qabalan, en arabe : قبلانا, est une ville du gouvernorat de Naplouse en Palestine,  située à 19 km au sud-est de Naplouse, au centre de la Cisjordanie.
Selon le recensement du bureau central palestinien des statistiques, la localité compte une population de 8 195 habitants en 2017.